# مارکو پولو (کشتی)
مارکو پولو (کشتی) (به انگلیسی: Marco Polo (ship)) یک کشتی است که طول آن 184 ft. 1 in. می‌باشد. این کشتی در سال ۱۸۵۱ ساخته شد.